# Святослав (роман)
«Святослав» — історичний роман українського радянського письменника Семена Скляренка, написаний у 1958 році. У творі розповідається про життя київського князя Святослава Хороброго.Також автор написав продовження роман «Володимир», де вже розповідається про долю сина Святослава Володимира.

Обкладинка роману. Київське видання 1968 року.

Роман багато разів перевидавався як за радянських часів, так і після 1991 р.

## Сюжет
В сюжеті описується життя київського князя Святослава Ігоровича. Його любов до рабині Малуши (онуки старійшини Анти) народження нею сина Володимира і войовничі походи проти Візантійської імперії, битви з печенігами і смерть князя від руки печенізького стрільця на острові Хортиця. Крім образу князя Святослава, автор описує такі історичні постаті, як княгиня Ольга, його воєводи, імператор Візантії Іоанн I Цимісхій. Автор знайомить читача з добою князя Святослава в книзі дуже багато застарілих слів і висловів.